# Xiaosaure
El xiaosaure (Xiaosaurus, zhn. 'petit llangardaix') és un gènere representat per una única espècie de dinosaure ornitisqui possiblement hipsilofodòntid o marginocèfal, que va viure a mitjan període Juràssic, fa aproximadament 167 milions d'anys, en el Batonià. Xiaosaurus fúe trobat en els bajios de Sichuan, Xina i és sol conegut per dents i uns pocs ossos separats, per la qual cosa la seva classificació és dificultosa. Definitivament es tracta d'un membre de l'ordre Ornithischia, i possiblement un hipsilofodòntid o un marginocèfal. L'espècie tipus, X. dashanpensis (Dong Zhiming & Tang Zilu, 1983), és considerada dubtosa, però Barrett et al. (2006) ho considera provisionalment vàlid. Xiaosaurus podria presentar una baula evolutiva entre Lesothosaurus i Hypsilophodon, però això és incert.